# Eulophia promensis
Eulophia promensis är en orkidéart som beskrevs av John Lindley. Eulophia promensis ingår i släktet Eulophia och familjen orkidéer. Inga underarter finns listade i Catalogue of Life.